# جباب حمد
جباب حمد قرية في ناحية الفرقلس التابعة لمنطقة حمص في محافظة حمص في سورية.